# Жизнь на быстрой дорожке
«Life on the Fast Lane» (с англ. — «Жизнь на быстрой дорожке») — девятая серия первого сезона мультсериала «Симпсоны». Впервые вышла 18 марта 1990 года на телеканале «Fox». Лауреат премии «Эмми» 1990 года.

## Сюжет
Эпизод начинается в день рождения Мардж Симпсон. Барт с Лизой готовят праздничный завтрак и показывают купленные подарки. Единственным человеком, забывшем о дне рождения Мардж, был Гомер. Он убежал из дома в поисках подарка и остановил свой выбор на шаре для боулинга с выгравированным на нём именем «ГОМЕР». Таким образом, он купил подарок для себя самого. Мардж разозлилась, и из принципа решила научиться играть в боулинг.
Во время игры она смогла сбить только одну кеглю. В это время она увидела человека по имени Жак, великолепно играющего в боулинг. Он также обратил на неё внимание и предложил ей свои уроки боулинга. Постепенно они сближались, а Гомер тем временем всё больше волновался о своей семье. Схожие чувства испытывает и она, неуютно чувствующая себя в обществе Жака.
Вскоре Жак приглашает её к себе в холостяцкое общежитие, и этот момент становится для неё решающим, перед ней возникает вопрос: «С кем быть?» И она делает свой выбор, оставаясь с семьей.

## Первые появления
Чарли

## Награды
В 1990 году эпизод был удостоен телевизионной награды «Эмми» за лучшую анимационную программу.